# Amtsbezeichnungen der deutschen Polizei
Die Amtsbezeichnungen der Polizei – umgangssprachlich auch Dienstgrade genannt – sind in Deutschland die beamtenrechtlichen Bezeichnungen von Ämtern, die ein Polizeivollzugsbeamter innehat. Im Vorbereitungsdienst führen die Beamten auf Widerruf keine Amtsbezeichnung (da ihnen noch kein Amt übertragen wurde), sondern eine Dienstbezeichnung.
Die Amtsbezeichnungen sind für den mittleren, den gehobenen und den höheren Dienst bis einschließlich Besoldungsgruppe A 16 bundeseinheitlich. Lediglich für Beamte, die besondere Führungspositionen der Besoldungsordnung B wahrnehmen, sind landesrechtliche Regelungen getroffen. Die Dienstbezeichnungen von Beamten im Vorbereitungsdienst sind landesrechtlich geregelt, ebenso wie die Besoldung, die seit der Föderalismusreform von den Bundesländern selbst bestimmt wird.
An der Dienstbekleidung sind die Dienst- und Amtsbezeichnungen durch dunkelblaue, spitz zulaufende Schulterklappen bzw. Aufschiebeschlaufen kenntlich gemacht (diese aber in der Regel an den Einsatzanzügen). Den Rang markieren sechsspitzige Sterne, im Vorbereitungsdienst aber Litzen/Streifen, teilweise in Kombination mit Sternen. Die Wasserschutzpolizei und die Bundespolizei See führen, statt der Sterne, goldfarbene Quertressen bzw. Litzen als Rangabzeichen. Die uniformierten Vollzugsbeamten der Hessischen Polizei trugen von 1974 bis 2003 keine Rangabzeichen, der Kinnriemen der Mütze war allerdings in der Farbe der jeweiligen Laufbahn gehalten (mittlerer Dienst: damals Grün, heute Blau; gehobener Dienst: Silber; höherer Dienst: Gold).
Im Jahr 2001 legte der Bundesgrenzschutz die traditionellen Schulterstücke ab und übernahm Schulterklappen nach dem Muster der Länderpolizeien (vgl. Amtsbezeichnungen des Bundesgrenzschutzes). Zuvor wurden Schulterstücke mit unterschiedlich geflochtener Schnur und gold- oder silberfarbenen viereckigen Sternen getragen, wie sie bereits vor dem Zweiten Weltkrieg bei Polizei und Militär üblich waren. Ferner trugen bis zur Umstellung auch die Beamten des Bundesgrenzschutzamtes-See die gleichen Abzeichen wie die übrigen Bundesgrenzschutzbeamten.
Auch heute tragen die Bundespolizisten Abzeichen, die denen der Länderpolizeien ähneln, vgl. Amtsbezeichnungen der Bundespolizei.
Bei den Polizeien der Länder gibt es die nachfolgend aufgeführten Dienst- und Amtsbezeichnungen für Polizeivollzugsbeamte.

## Vorbereitungsdienst (Ausbildung)

### Laufbahn des mittleren Polizeivollzugsdienstes
| Dienst-/Amtsbezeichnung                                                     | Schutzpolizei in BE, BB, TH und Bundespolizei | Schutzpolizei in BW | Schutzpolizei in allen anderen Bundesländern                                                  | Wasserschutzpolizei Hamburg |
| --------------------------------------------------------------------------- | --------------------------------------------- | ------------------- | --------------------------------------------------------------------------------------------- | --------------------------- |
| Polizeimeisteranwärter - PMA Polizeiobermeisteranwärter - POMA (BB, BW, SH) |                                               |                     | Dienstgradabzeichen eines Polizeimeisteranwärters der Schutzpolizei in BY, HH, MV, SH, ST, SN |                             |
| Polizeioberwachtmeister – POW ab dem 2. Ausbildungsjahr (nur in Bayern)     |                                               |                     |                                                                                               |                             |

### Laufbahn des gehobenen Polizeivollzugsdienstes
| Dienst-/Amtsbezeichnung                                                    | Schutzpolizei in BE, BB, HH, HE, MV, NW, RP, SH, SL, SN, ST, TH, Bundespolizei | Schutzpolizei in BY, HB, NI | Schutzpolizei in BW | Wasserschutzpolizei Hamburg | Bundespolizei See |
| -------------------------------------------------------------------------- | ------------------------------------------------------------------------------ | --------------------------- | ------------------- | --------------------------- | ----------------- |
| Polizeikommissaranwärter – PKA                                             |                                                                                |                             |                     |                             |                   |
| Polizeioberkommissaranwärter in Baden-Württemberg (BW)                     |                                                                                |                             |                     |                             |                   |
| Polizeioberwachtmeister (3. Qualifikationsebene/geh. Dienst) nur in Bayern |                                                                                |                             |                     |                             |                   |

### Laufbahn des höheren Polizeivollzugsdienstes
| Dienstbezeichnung                                         | Schutzpolizei | Bundespolizei See |
| --------------------------------------------------------- | ------------- | ----------------- |
| Polizeireferendar oder Polizeiratanwärter – PRef oder PRA |               |                   |

Die Abzeichen variieren in dieser Dienstbezeichnung erheblich. In einigen Ländern wird kein Abzeichen, manchmal nicht einmal eine Uniform getragen, in anderen Ländern und bei der Bundespolizei wird eine goldene Litze als Abzeichen getragen, in anderen (z. B. Baden-Württemberg) ein blauer Stern und eine goldene Litze. Haben die Beamten bereits ein statusrechtliches Amt der Laufbahn des gehobenen Dienstes inne, wird zusätzlich zum Schulterstück des geh. Dienstes eine goldene Litze getragen (Bremen, Brandenburg, Berlin, Hamburg, Niedersachsen, Mecklenburg-Vorpommern, Nordrhein-Westfalen, Bund). In Hessen darf die Litze nach Bestehen der Laufbahnprüfung für den höheren Polizeivollzugsdienst getragen werden, wenn dem Beamten bereits ein Funktionsamt des höheren Dienstes übertragen wurde, er aber noch nicht in eine Planstelle (Eingangsamt) des höheren Dienstes eingewiesen worden ist.

### Ergänzende Hinweise
- Die Abkürzungen für Polizeimeisteranwärter und Polizeikommissaranwärter unterscheiden sich in den Ländern. Sie lauten entweder PMA und PKA, KA oder PMAnw und PKAnw.
- In manchen Ländern werden PKA in der Probezeit zu Polizeihauptwachtmeistern (mit einer zusätzlichen silbernen Litze) befördert.

## Schutzpolizei
Bei der Wasserschutzpolizei werden die Abzeichen je nach Land als Streifen oder Litzen bezeichnet. Sie unterscheiden sich aber nicht im Aussehen. Sie sind immer goldfarben. Breite Litzen/Streifen sind 12 mm (gehobener Dienst), schmale Litzen/Streifen 8 mm breit (mittlerer Dienst), die Litze/Streifen auf der Schulterklappe des Leitenden Polizeidirektors ist in der Regel 30 mm breit.
Gewöhnlich sind die Sterne übereinander in einer Reihe angeordnet. Für Baden-Württemberg und Sachsen gilt folgende Regelung: Bei vier Sternen sind zwei übereinander und zwei quer dazu nebeneinander angeordnet. Bei allen anderen Abzeichen sind sie übereinander angeordnet.

### Laufbahn des mittleren Polizeivollzugsdienstes
| Dienst-/Amtsbezeichnung                | Besoldung nach BBesO | Schutzpolizei | Schutzpolizei | Wasserschutzpolizei | Wasserschutzpolizei Hamburg |
| -------------------------------------- | -------------------- | ------------- | ------------- | ------------------- | --------------------------- |
| Polizeimeister – PM                    | A 7                  |               |               |                     |                             |
| Polizeiobermeister – POM (d)           | A 8                  |               |               |                     |                             |
| Polizeihauptmeister – PHM (a)          | A 9                  |               | (b)           |                     |                             |
| Polizeihauptmeister – PHMZ             | A 9 mit Amtszulage   |               | (c)           |                     | –                           |
| Erster Polizeihauptmeister – EPHM (e)  | A 10                 | (e)           | (e)           |                     |                             |
| Erster Polizeihauptmeister – EPHMZ (e) | A 10 mit Amtszulage  | (e)           | (e)           |                     |                             |

### Laufbahn des gehobenen Polizeivollzugsdienstes
| Amtsbezeichnung                                                                                         | Besoldung nach BBesO | Schutzpolizei | Schutzpolizei | Wasserschutzpolizei | Wasserschutzpolizei Hamburg |
| --- | -------------------- | ------------- | ------------- | ------------------- | --------------------------- |
| Polizeikommissar – PK                                                                                   | A9                   |               |               |                     |                             |
| Polizeioberkommissar – POK                                                                              | A10                  | (a)           | (a)           |                     |                             |
| Polizeihauptkommissar – PHK                                                                             | A11                  |               |               |                     |                             |
| Polizeihauptkommissar – PHK (A12)                                                                       | A12                  |               | (b)           |                     |                             |
| Erster Polizeihauptkommissar – EPHK                                                                     | A13                  | (c)           | (c)           |                     |                             |
| Erster Polizeihauptkommissar mit Amtszulage - EPHK (die Zulage taucht in der Amtsbezeichnung nicht auf) | A13(Z)               | (d)           | (d)           |                     |                             |

### Laufbahn des höheren Polizeivollzugsdienstes
| Amtsbezeichnung                            | Besoldung nach BBesO | Schutzpolizei | Wasserschutzpolizei |
| ------------------------------------------ | -------------------- | ------------- | ------------------- |
| Polizeirat – PR                            | A 13                 |               |                     |
| Polizeioberrat – POR                       | A 14                 |               |                     |
| Polizeidirektor – PD                       | A 15                 |               |                     |
| Leitender Polizeidirektor – LPD oder LtdPD | A 16/B 2/B 3         |               | (a)                 |

#### Besonders herausgehobene Positionen im höheren Dienst
Diese Ämter sind nur für die Laufbahnen bei der Schutzpolizei, jedoch nicht bei der Wasserschutzpolizei eingerichtet. 
Die Eichenlaubstickerei reicht (spätestens seit 2023) über den untersten Goldstern hinaus, 
meist bis oberhalb des obersten Sterns der Schulterklappe.
| Abzeichen | Amtsbezeichnung | Bundesland          |
| --- | --- | ------------------- |
| | Abteilungsdirektor beim Polizeipräsidium Frankfurt am Main                                                               | Hessen              |
| Abteilungsdirektor als allgemeiner Vertreter des Direktors der Polizeiakademie                                                          | Niedersachsen |                     |
| Präsident der Polizeiakademie Hessen | Hessen seit 2010, Organisationsänderung, ehem. Hessische Polizeischule                                                   |                     |
| Direktor der Bereitschaftspolizei | Baden-Württemberg |                     |
| Direktor/-in der Polizeiinspektion [A16 m.Z.]                                                                                           | Sachsen-Anhalt |                     |
| Abteilungsleiter 2 der Polizeiinspektion ZD                                                                                             | Sachsen-Anhalt |                     |
| Direktor der Polizei | Niedersachsen |                     |
| Direktor bei der Polizei Berlin | Berlin |                     |
| Direktor beim Polizeipräsidium [B2] | Brandenburg |                     |
| Leitender Polizeidirektor [B2] | Bremen, Hamburg, Nordrhein-Westfalen, Schleswig-Holstein                                                                 |                     |
| Leiter der Akademie der Polizei | Hamburg |                     |
| Rektor der Hochschule der Sächsischen Polizei                                                                                           | Sachsen |                     |
| Polizeivizepräsident | Bayern, Niedersachsen, Rheinland-Pfalz                                                                                   |                     |
| Direktor der Bayerischen Grenzpolizei                                                                                                   | Bayern |                     |
| Stellvertretender Direktor der Hochschule der Polizei                                                                                   | Rheinland-Pfalz |                     |
| Stellvertretende/r Polizeipräsident/in                                                                                                  | Bremen |                     |
| Vizepräsident in einer Bundespolizeidirektion                                                                                           | Bundespolizei |                     |
| Polizeivizepräsident als der Vertreter des Leiters eines regionalen Polizeipräsidiums                                                   | Baden-Württemberg |                     |
| Polizeivizepräsident als der Vertreter des Leiters des Polizeipräsidiums Einsatz                                                        | Baden-Württemberg |                     |
| Vizepräsident des Präsidiums Technik, Logistik, Service der Polizei als der Vertreter des Präsidenten                                   | Baden-Württemberg |                     |
| Vizepräsident bei der Hochschule für Polizei Baden-Württemberg als der Vertreter des Präsidenten für den Bereich des Präsidiums Bildung | Baden-Württemberg |                     |
| Vizepräsident der Bereitschaftspolizei                                                                                                  | Hessen |                     |
| Vizepräsident der Landespolizeidirektion                                                                                                | Thüringen |                     |
| Landespolizeivizepräsident | Saarland |                     |
| | Direktor des Landesamtes für Ausbildung, Fortbildung und Personalangelegenheiten der Polizei                             | Nordrhein-Westfalen |
| Direktor des Landesamtes für Zentrale Polizeiliche Dienste                                                                              | Nordrhein-Westfalen |                     |
| Polizeipräsident | Rheinland-Pfalz, Mecklenburg-Vorpommern                                                                                  |                     |
| Direktor der Hochschule der Polizei | Rheinland-Pfalz |                     |
| Direktor der Polizeiinspektion [B2] | Sachsen-Anhalt |                     |
| Rektor der Fachhochschule der Polizei                                                                                                   | Sachsen-Anhalt |                     |
| Erster Direktor bei der Polizei Berlin                                                                                                  | Berlin |                     |
| Direktor beim Polizeipräsidium [B3] | Brandenburg |                     |
| Landespolizeidirektor | Hessen, Niedersachsen, Saarland                                                                                          |                     |
| Leiter Polizeidirektion der Fläche | Sachsen |                     |
| Leitender Polizeidirektor [B3] | Hamburg, Bremen als Vizepräsident                                                                                        |                     |
| Präsident einer Bundespolizeidirektion                                                                                                  | Bundespolizei |                     |
| Direktor in der Bundespolizei | Bundespolizei |                     |
| Polizeivizepräsident [B2] | Hessen |                     |
| Polizeipräsident | Bayern, Mecklenburg-Vorpommern seit 1. März 2011                                                                         |                     |
| Inspekteur der Bayerischen Polizei | Bayern |                     |
| Polizeipräsident als Leiter eines regionalen Polizeipräsidiums                                                                          | Baden-Württemberg |                     |
| Polizeipräsident als Leiter des Polizeipräsidiums Einsatz                                                                               | Baden-Württemberg |                     |
| Präsident des Präsidiums Technik, Logistik, Service der Polizei                                                                         | Baden-Württemberg |                     |
| Landespolizeidirektor als Abteilungsleiter im Landespolizeipräsidium                                                                    | Baden-Württemberg |                     |
| | Leiter Polizeidirektion Stadt                                                                                            | Sachsen             |
| Inspekteur der Polizei | Baden-Württemberg, Nordrhein-Westfalen, Hessen, Mecklenburg-Vorpommern seit 1. März 2011, Rheinland-Pfalz seit Juli 2013 |                     |
| Landespolizeidirektor | Berlin bis 1993, Schleswig-Holstein                                                                                      |                     |
| Polizeivizepräsident/in | Berlin, Hamburg |                     |
| Präsident der Bereitschaftspolizei | Hessen |                     |
| Präsident der Bundespolizeiakademie | Bundespolizei |                     |
| Polizeipräsident [B4/B5 PP Frankfurt/Main]                                                                                              | Hessen |                     |
| Polizeipräsident | Bremen, Brandenburg |                     |
| Vizepräsident beim Bundespolizeipräsidium                                                                                               | Bundespolizei |                     |
| Inspekteur der Bereitschaftspolizeien der Länder                                                                                        | Bundesministerium des Innern und für Heimat                                                                              |                     |
| Landespolizeidirektor [B3] | Sachsen-Anhalt |                     |
| Präsident der Landespolizeidirektion | Thüringen |                     |
| Landespolizeipräsident | Saarland |                     |
| | Präsident des Bundespolizeipräsidiums                                                                                    | Bundespolizei       |
| Polizeipräsident/in | Berlin, Hamburg |                     |
| Landespolizeipräsident | Baden-Württemberg, Bayern, Sachsen, Hessen seit 2011                                                                     |                     |
| Ministerialdirigent als Leiter der Abteilung für öffentliche Sicherheit und Ordnung im Ministerium für Inneres und Sport                | Sachsen-Anhalt |                     |
| Ministerialdirigent als Leiter der Abteilung für öffentliche Sicherheit im Ministerium für Inneres und Kommunales                       | Thüringen |                     |

### Amtskennzeichen der „Oestergaard-Uniform“ (1976–2004/2018)
Die heutigen Rangabzeichen reichen auf die sogenannte „Oestergaard-Uniform“ zurück. Die von dem Modedesigner Heinz Oestergaard entworfene und zwischen 1976 und 1979 bundesweit eingeführte grüne Dienstbekleidung etablierte ein neues System der Rang- bzw. Amtskennzeichen. Damals wurden die sechsspitzigen Rangsterne eingeführt, deren Form man auch nach Abschaffung der „Oestergaard-Uniform“, zwischen 2004 (Hamburg) und 2018 (Bayern), beibehielt.
Das anfängliche „Drei-Sterne-System“ wechselte 1987 zu einem „Vier-Sterne-System“. Bis dahin hatten sich die beiden untersten Ämter einer Laufbahn das Abzeichen des jeweiligen Eingangsamtes geteilt. Bis 1987 führten bspw. der Polizeihauptwachtmeister und der Polizeimeister je einen grünen (!) Stern; ab 1987 kennzeichneten den Polizeimeister zwei, den Polizeiobermeister drei (vorher zwei) und den Polizeihauptmeister vier (vorher drei) grüne Sterne. Analog der Polizeikommissar und -oberkommissar zunächst je einen silbernen Stern, letzterer dann zwei Silbersterne; der Hauptkommissar und der Hauptkommissar/A 12 zwei (ab 1987 drei) Sterne sowie der Erste Hauptkommissar drei (ab 1987 vier) Sterne. Ebenso der Polizeirat/-oberrat zunächst je einen Goldstern, der Polizeioberrat ab 1987 zwei Goldsterne, der Polizeidirektor drei (vorher zwei) Sterne und der Leitende Polizeidirektor vier (vorher drei) Sterne. Später wurde in einigen Bundesländern auf das heute allgemein übliche „Fünf-Sterne-System“ umgestellt.
Die oberhalb des Leitenden Polizeidirektors angesiedelten Amts- und Funktionsträger führten in der Regel bis zu drei, nur selten vier Goldsterne. Der unterste Stern war von Eichenlaub-Goldstickerei eingefasst.

## Kriminalpolizei
Polizeibeamte der Kriminalpolizei tragen grundsätzlich keine Uniform, sondern „lageangepasste Zivilkleidung“ („bürgerliche Kleidung“).

### Laufbahn des mittleren Polizeivollzugsdienstes
- Kriminalmeister – KM
- Kriminalobermeister – KOM
- Kriminalhauptmeister – KHM (BesGr A 9 ohne oder mit Amtszulage)

In einigen Ländern gibt es keinen mittleren Dienst bei der Kriminalpolizei, ebenso gibt es seit Mitte der 1990er Jahre im Bundeskriminalamt keinen mittleren Dienst mehr.

### Laufbahn des gehobenen Polizeivollzugsdienstes
- Kriminalkommissar – KK
- Kriminaloberkommissar – KOK
- Kriminalhauptkommissar – KHK (in BesGr A 11 oder A 12 eingewiesen)
- Erster Kriminalhauptkommissar – EKHK

Ausschließlich in Berlin existiert neben der Kriminalpolizei die gesonderte Laufbahn des Gewerbeaußendienstes, die ihren Ausdruck in bundesweit einzigartigen Amtsbezeichnungen findet:
- Gewerbekommissar – GK
- Gewerbeoberkommissar – GOK
- Gewerbehauptkommissar – GHK
- Erster Gewerbehauptkommissar – EGHK

Die Amtsbezeichnungen im höheren Dienst beim Gewerbeaußendienst sind analog der des höheren Kriminaldienstes (Siehe unten).

### Laufbahn des höheren Polizeivollzugsdienstes
- Kriminalrat – KR
- Kriminaloberrat – KOR
- Kriminaldirektor – KD
- Leitender Kriminaldirektor – LKD (z. B. NRW) oder LtdKD

#### Verwendung
- Dezernatsleiter (ab 20 Beamte) bei einer Kriminalpolizei
- Kommissariatsleiter (ohne Mindestzahl Personalkörper)
- Inspektionsleiter einer Kriminalpolizei
- Leiter der Kriminalpolizei
- Leiter der Kriminaldirektion (z. B. PP Frankfurt am Main, 820 Beamte)
- Leiter einer Polizeidirektion

In Baden-Württemberg auch:
- Leiter eines großen Polizeireviers (Polizeirat, Polizeioberrat)
- Leiter eines Führungs- und Einsatzstabes

#### Besonders herausgehobene Positionen im höheren Dienst
- Landeskriminaldirektor (LKD, Baden-Württemberg als Abteilungsleiter im Landespolizeipräsidium; LdsKD Nordrhein-Westfalen)
- Leitender Kriminaldirektor (B 2) in Bremen
- Präsident des Landeskriminalamts (Baden-Württemberg)
- Landeskriminalpolizeidirektor (Berlin) LKPolD (bis Januar 2006, seither Direktor des Landeskriminalamtes)
- Direktor/Direktorin beim Bundeskriminalamt (als Leiter/Leiterin einer Abteilung, besoldet nach Besoldungsgruppe B 3)
- Vizepräsident/-in des Bundeskriminalamtes (besoldet nach Besoldungsgruppe B 6)
- Präsident des Bundeskriminalamtes (besoldet nach Besoldungsgruppe B 9)

## Beamte bei Aus- und Fortbildungsstätten bzw. Polizeischulen
Die Amtsbezeichnungen an diesen Einrichtungen variieren sehr stark.
In einigen Ländern ist für den Leiter dieser Einrichtung eine gesonderte Amtsbezeichnung vorgesehen, z. B. Direktor der Landespolizeischule. In anderen Ländern wird dieser Posten von Beamten des höheren Dienstes ohne besondere Dienstbezeichnung versehen.
In manchen Ländern gibt es gesonderte Fachhochschulen für die Ausbildung für den gehobenen Dienst, z. B. in Baden-Württemberg und Sachsen-Anhalt. Der Leiter dieser Einrichtung trägt dort die Bezeichnung Rektor.
In einigen Ländern (z. B. Bayern) gibt es an den Polizeischulen Lehrer für allgemeinbildende Fächer. Diese tragen oft folgende Bezeichnungen:
- Polizeischullehrer (BesGr. A 11)
- Polizeischuloberlehrer (BesGr. A 12)
- Polizeischulhauptlehrer (BesGr. A 13)

In anderen Ländern werden allgemeinbildende Fächer von Angestellten oder Beamten (ohne besondere Amtsbezeichnung) gelehrt.

## Polizeiärztlicher Dienst
Die Abzeichen sind hier noch nach Art der grünen „Oestergaard-Uniform“ dargestellt:
| Amtsbezeichnung                                                        | Besoldung nach BBesO | Abzeichen |
| ---------------------------------------------------------------------- | -------------------- | --------- |
| Medizinalrat bzw. Regierungsmedizinalrat                               | A 13                 |           |
| Medizinaloberrat bzw. Regierungsmedizinaloberrat                       | A 14                 |           |
| Medizinaldirektor bzw. Regierungsmedizinaldirektor                     | A 15                 |           |
| Leitender Medizinaldirektor bzw. Leitender Regierungsmedizinaldirektor | A 16                 |           |

Diesen Dienst gibt es in allen Ländern, wobei unter Umständen die Amtsbezeichnung Leitender Medizinaldirektor nicht vergeben wird oder der Dienst auch von Angestellten versehen wird, die dann keine Amtsbezeichnung führen.
Im Gegensatz zum Verwaltungsdienst trägt der medizinische Dienst den Äskulapstab als Laufbahnsymbol.

## Verwaltungsdienst
Zumeist im Hintergrund handelnd ist der in allen Polizeien tätige Verwaltungsdienst selten in Uniform anzutreffen. Die nichtpolizeilichen Aufgaben in der Polizei werden durch Beamte des nichttechnischen Verwaltungsdienstes sowie Dienstkräfte im öffentlichen Dienst wahrgenommen. Manchmal erweist es sich als erforderlich und zweckmäßig, dass auch diese Angehörigen der Polizei als solche zu erkennen sind und daher Uniform tragen. Bereits beim Bundesgrenzschutz trugen diese zusätzlich auf den amtsadäquaten Schulterstücken den Hermes- bzw. Merkurstab, als traditionelles Symbol der Verwaltung. Auch in der Polizei einiger Länder sind Schulterstücke beschafft und ausgegeben worden, die in den Farben und der Anzahl der Sterne bzw. Streifen (Wasserschutzpolizei) mit den vergleichbaren Ämtern der polizeilichen Kollegen korrespondieren, jedoch zusätzlich mit dem Hermesstab in Farbe der Sterne bestickt waren. Für Tarifbeschäftigte existieren ferner Varianten ohne Sterne; hier ist lediglich der Hermesstab in Farbe der vergleichbaren Laufbahngruppe aufgestickt. Abgesehen von der oben beschriebenen Kennzeichnung wird es zudem praktiziert (z. B. in Bayern), dass auch in Uniform eingesetzte Verwaltungsbeamte die gleiche Uniform (einschließlich Schulterstücke) tragen wie Polizeivollzugsbeamte.

## Polizeimusik
Die Abzeichen sind hier noch nach Art der grünen „Oestergaard-Uniform“ dargestellt:
|                                           |                                           |
| Mittlerer Dienst (nicht in allen Ländern) | Gehobener Dienst (nicht in allen Ländern) |

Beamte und Angestellte in Polizeimusikkorps und Polizeichören tragen in manchen Ländern und bei der Bundespolizei (dort nur Angestellte) anstatt ihres Dienstgradabzeichens auf den Schulterstücken eine Lyra- oder Notenschlüsselabbildung. In einigen Ländern und bei der Bundespolizei tragen Beamte ihr gewöhnliches Abzeichen.

## Geschichte

### Zeit des Nationalsozialismus
Zur Zeit des Nationalsozialismus gab es unter anderem folgende Amtsbezeichnungen, die damals noch als Dienstgrade bezeichnet wurden und sich innerhalb der verschiedenen Organisationen leicht unterschieden:

#### Ordnungspolizei
Innerhalb der Ordnungspolizei hatten die Gendarmerie, die Schutzpolizei der Gemeinden, die Schutzpolizei des Reiches, die Wasserschutzpolizei und die Feuerschutzpolizei mit Wirkung vom 10. April 1941 bis Kriegsende folgende Dienstgrade:
- Anwärter
- Unterwachtmeister
- Rottwachtmeister
- Wachtmeister
- Oberwachtmeister
- Revier-Oberwachtmeister (Bezirks-Oberwachtmeister) und Zugwachtmeister
- Hauptwachtmeister und Oberjunker
- Meister
- Leutnant und Revier- (Bezirks-)Leutnant
- Oberleutnant und Revier- (Bezirks-)Oberleutnant
- Hauptmann und Revier- (Bezirks-)Hauptmann
- Major
- Oberstleutnant
- Oberst
- Generalmajor
- Generalleutnant
- General

An den Dienstgrad wurde jeweils die Bezeichnung der Organisation, also „der Gendarmerie“ bzw. „der Polizei“ bzw. „der Feuerschutzpolizei“ angefügt. Die Dienstgrade Generalleutnant und General gab es nur bei der Schutzpolizei des Reiches.
Die Dienstgradabzeichen unterschieden sich in der Grundfarbe: Gendarmerie hellrot, Schutzpolizei der Gemeinden dunkelrot, Schutzpolizei des Reiches grün, Wasserschutzpolizei sandfarben, Feuerschutzpolizei karmesinrot und die Generäle aller Polizeien grün.
Bei der Ordnungspolizei hatten die anderen Untergliederungen eigene Dienstgrade.

#### Sicherheitspolizei
Innerhalb der Staatlichen Preußischen Kriminalpolizei und auch in der gleichgeschalteten Staatlichen Kriminalpolizei (Reichskriminalpolizeiamt (RKPA) mit nachgeordneten Kriminalpolizeileitstellen und Kriminalpolizeistellen) sowie bei der Geheimen Staatspolizei (Geheimes Staatspolizeiamt (Gestapa) mit nachgeordneten Staatspolizeileitstellen und Staatspolizeistellen) wurden ab 1937/1940 folgende Dienstgrade verwendet:
- Kriminalassistentenanwärter im Vorbereitungsdienst
- Kriminalassistentenanwärter
- Kriminalassistent
- Kriminaloberassistent
- Kriminalsekretär
- Kriminalbezirkssekretär
- Kriminalinspektor
- Kriminalkommissar
- Kriminalrat
- Kriminaldirektor
- Regierungs- und Kriminalrat
- Oberregierungs- und Kriminalrat
- Regierungs- und Kriminaldirektor
- Reichskriminaldirektor

Die Dienstgrade des Kriminalkommissars und Kriminalrats waren aus besoldungsrechtlichen Gründen in „bis zu 15 Dienstjahren“ und „über 15 Dienstjahre“ untergliedert. Der Kriminalkommissar bis zu 15 Dienstjahre war von der Höhe seiner Dienstbezüge dem Oberleutnant der Schutzpolizei mit einem Jahresgehalt von 3.900–5.900 RM (Stand 1938; entspricht heute etwa 20.400–30.900 Euro) gleichgestellt; mit über 15 Dienstjahren rangierte er mit dem Hauptmann der Schutzpolizei. Der Kriminalrat unter 15 Dienstjahren entsprach mit seinem Jahresgehalt von 4.800–7.000 RM (Stand 1938; heute etwa 25.100–36.600 Euro) dem Hauptmann der Schutzpolizei; mit über 15 Dienstjahren rangierte er hingegen mit dem Major der Schutzpolizei. Ein Regierungs- und Kriminaldirektor hatte mit bis zu 10.600 RM (vergleichbar heute mit 55.500 Euro) die gleiche Besoldungsgruppe wie ein Oberst der Schutzpolizei.
Durch den Erlass über die Einsetzung eines Chefs der Deutschen Polizei im Reichsministerium des Innern vom 17. Juni 1936 wurde dem Reichsführer SS Heinrich Himmler als Chef der Deutschen Polizei im Reichsministerium des Innern der gesamte Polizeiapparat, bestehend aus den Hauptämtern Ordnungspolizei und Sicherheitspolizei, unterstellt. Für die Angehörigen der Sicherheitspolizei (Sipo) wurde daraufhin der Eintritt in die Schutzstaffel (SS) oder den Sicherheitsdienst (SD) nahegelegt und durch entsprechende Runderlasse erleichtert. Die betroffenen Beamten führten den entsprechenden Dienstgrad der SS zusätzlich zu ihrem polizeilichen Dienstgrad (sogenannte „Dienstgradangleichung“). Die Maßnahme betraf hauptsächlich Beamte der Kripo, da Beamte der Gestapo schon vorher zunehmend aus den Reihen der SS und des SD oder anderer NS-Organisationen rekrutiert worden waren und so mit der Zeit „politisch unzuverlässige“ Fachbeamte der früheren Preußischen Politischen Polizei ergänzten und gegebenenfalls ersetzten.
Helferinnen der Sicherheitspolizei und des SD
Frauen wurden im Dritten Reich als Anwärterinnen der Sicherheitspolizei und des SD in einem sechsmonatigen Lehrgang geprüft, für welche Laufbahn sie sich am besten eigneten. Zur Auswahl standen:
- Weibliche Kriminalpolizei (mittlerer und leitender Vollzugsdienst)
- Sachbearbeiterinnen vor allem beim SD
- Dolmetscherinnen
- Erzieherinnen in polizeilichen Jugendschutzlagern
- Technische Kräfte (Laborantinnen, Fotografinnen, daktyloskopische Kräfte, Nachrichtenhelferinnen u. a.)
- Verwaltungsbeamtinnen

Folgende Dienstgrade waren nach Eignung zu erreichen:
- Kriminaloberassistentin zur Prüfung
- Kriminaloberassistentin
- Kriminalsekretärin
- Kriminalobersekretärin
- Kriminalkommissarin
- Kriminalrätin